# Den første verden
Den første verden, den anden verden og den tredje verden er begreber, der er blevet brugt til at opdele verdens nationer i 3 kategorier. De tre begreber opstod imidlertid ikke samtidig. Efter den anden verdenskrig begyndte man at tale om NATO og Warszawapagten som to store blokke ved at benytte sig af begreber som "østblokken" og "vestblokken". Det blev dog hurtigt påpeget, at der var mange lande, der ikke passede ind i disse to kategorier, og i 1950'erne begyndte man at kalde disse lande for "den tredje verden". Derefter begyndte det for nogle at virke naturligt, at der også måtte være en "første verden" og en "anden verden".
Efterhånden blev det almindeligt at referere til medlemmerne af NATO som en del af den "første verden"[kilde mangler]. Ud over Nordamerika og Vesteuropa indeholdt kategorien også andre industrialiserede, kapitalistiske lande som Japan og nogle af de tidligere britiske kolonier, som for eksempel Australien, New Zealand og Sydafrika.
Der var imidlertid et antal lande, der ikke rigtigt passede ind i denne enkle definition af verdensopdelingen, og de lande inkluderede blandt andet Schweiz, Sverige og Irland, der havde valgt ikke at være medlem af NATO og at være neutrale. Finland faldt ind under den sovjetiske indflydelsessfære, men var hverken kommunistisk eller medlem af Warszawapagten. Østrig hørte under den amerikanske indflydelsessfære, men i 1955, da landet opnåede fuld uafhængighed, blev det på betingelse af, at landet forblev neutralt. Tyrkiet, der blev medlem af NATO i 1952, befandt sig ikke geografisk i Vesteuropa og var ikke industrialiseret. Spanien blev ikke medlem af NATO før 1982, da den kolde krig var ved at slutte, og efter at den fascistiske diktator Francisco Franco var død.
I de seneste årtier, hvor mange "udviklingslande" i stigende grad er begyndt at blive industrialiseret, er begrebet "den fjerde verden" opstået som et ord, der refererer til de lande, der stadig mangler en industriel infrastruktur.